# 蒙勒翁
蒙勒翁（法語：Montlevon，法語發音：[mɔ̃ləvɔ̃]）是法国上法蘭西大區埃纳省的一个市镇，属于蒂耶里堡区。

## 地理
蒙勒翁（48°57'57"N, 3°32'21"E）面积22.65 平方千米，位于法国上法蘭西大區埃纳省，该省份为法国北部内陆省份，北起北部省，西接索姆省和瓦兹省，东临阿登省和马恩省，西南至塞纳-马恩省，东北部与比利时接壤。
与蒙勒翁接壤的市镇（或旧市镇、城区）包括：库尔班、蒙蒂尼莱孔代、内勒拉蒙塔涅、帕尔尼拉迪斯、维福尔、布里地区迪斯和莫兰。

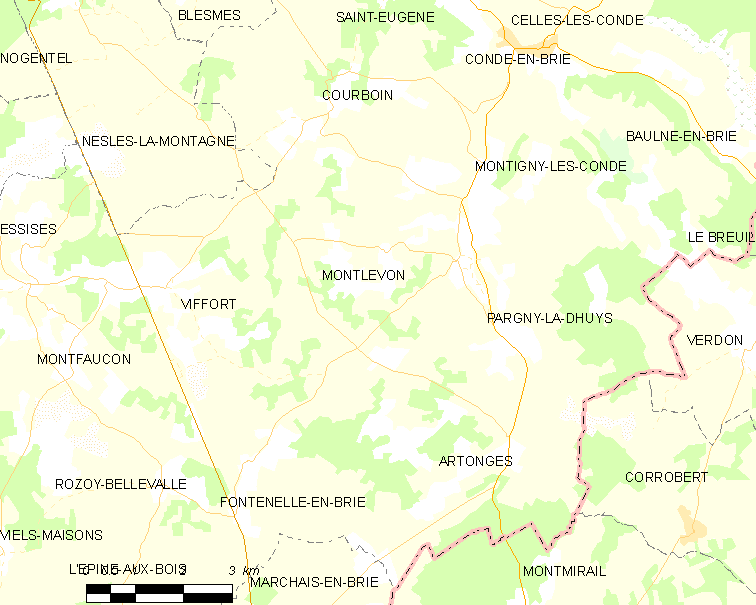
蒙勒翁的OSM定位图

蒙勒翁的时区为UTC+01:00、UTC+02:00（夏令时）。

## 行政
蒙勒翁的邮政编码为02330，INSEE市镇编码为02518。

## 政治
蒙勒翁所属的省级选区为马恩河畔埃索姆县。

## 人口

1962-2008年间蒙勒翁人口变化图示

蒙勒翁于2022年1月1日时的人口数量为289人。